# Tenocstitlan

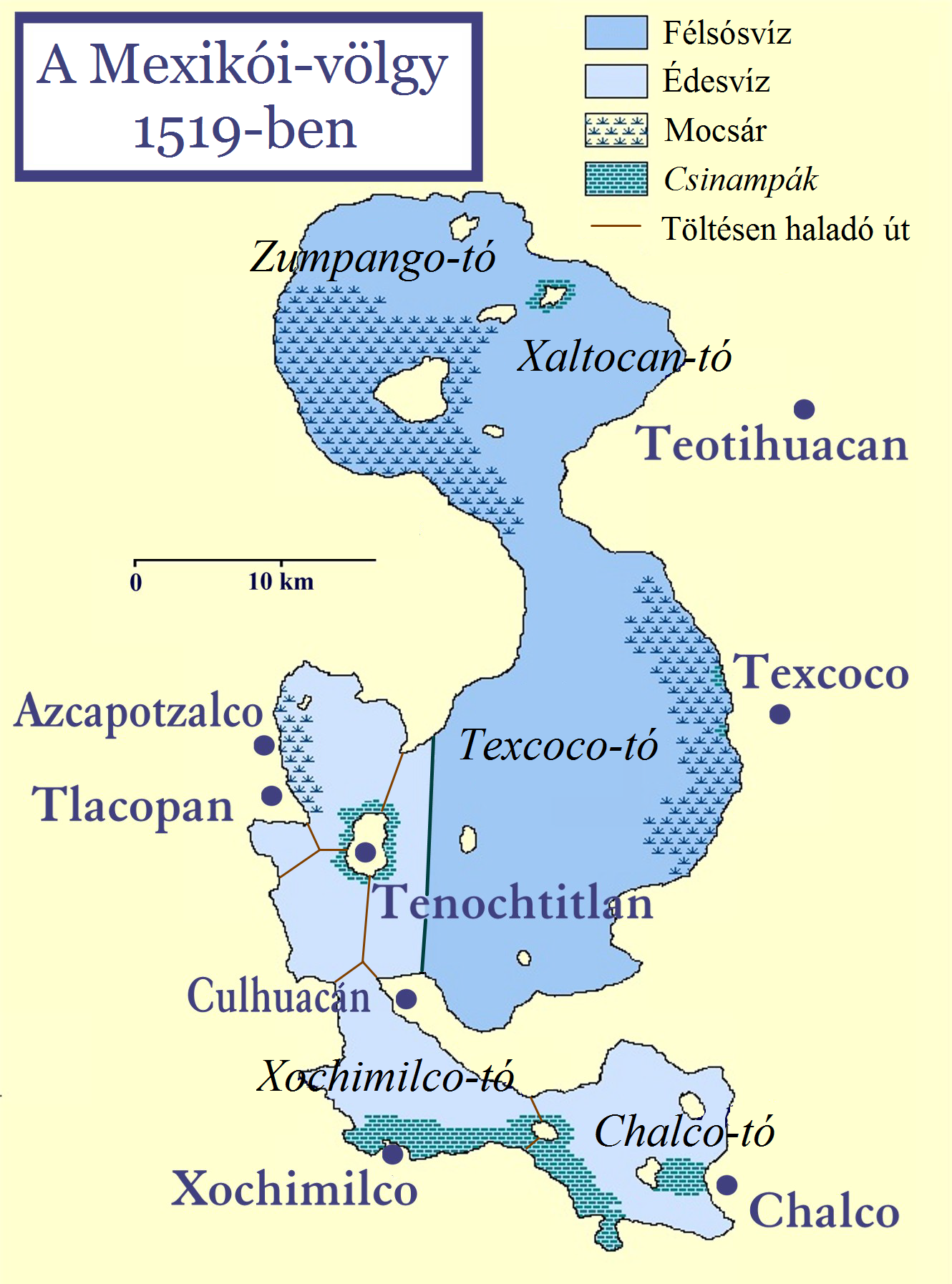
A Mexikói-medence és Tenocstitlan a spanyol hódítás idején

Tenocstitlan (navatl nyelven: Tenōchtitlan, spanyolul: Tenochtitlán) az Azték Birodalom fővárosa volt. A Mexikói-medencébe benyomuló aztékok, illetve mesikák 1325 táján alapították a Texcoco-tó egyik szigetén, a mai Mexikóváros helyén. Kezdetben csak nádkunyhókat építettek, de 1415-re Tenocstitlan igazi várossá fejlődött: házai, templomai, palotái mind kőből épültek.
Ahogy a város nőtt, kikotorták a sekély tó iszapját, megnövelték az eredeti szigetet, és újabbakat is építettek. Az iszapból termékeny, kisebb szigeteket alkottak (az úgynevezett chinampákat) zöldségtermelés és egzotikus virágok termesztésének céljából. Ezt a hortikulturális tradíciót a lakosság a mai napig követi Mexikóváros Xochimilco nevű kerületében.
Tenocstitlan Velencéhez hasonlóan szigetekből és csatornákból állt; a várost a szárazfölddel magas töltéseken épített utak kötötték össze. Amikor 1519 novemberében a spanyolok Tenocstitlanba érkeztek, Hernán Cortés és katonái úgy vélték, a világ legnagyobb városával állnak szemben. A lakosságot 200 000 főre becsülték. Ezt a számot az akadémiai felmérések egyike 212 500-ra emelte a 13,5 négyzetkilométernyi területen, bár voltak, akik 350 000 főnyi lakosságról is beszéltek, ez pedig a korabeli európai szemmel nézve valóban hatalmas népességet jelent.
A spanyolokat lenyűgözte az aztékok gazdagsága, fővárosuk pompája, tisztasága, életük szervezettsége. Az ivóvizet hegyi forrásokból, terrakotta csöveken vezették a szigetekre; az utakat szervezetten takarították, a szemetet ugyancsak szervezetten, uszályokon szállították el. A lakosság nagy része naponta kétszer fürdött, a legenda szerint II. Moctezuma császár négyszer.

## A Nagy Teocalli
A központi teret fal vette körül. A tér közepén a legmagasabb piramis, a 30 méter magas Teocalli állt, amelyen lépcsők vezettek fel a tetejére épített két szentélyhez. Az egyik oltárt (egy hatalmas jáspistömböt) Vitzilopocstli, a háború és a Nap istenének szentelték, a másiknál Tlaloknak, az esőistennek áldoztak; mindkettőt festmények és faragványok díszítették. Mivel minden új azték király a korábbinál nagyobb templomot igyekezett emelni saját maga tiszteletére, a piramist legalább hatszor átépítették.

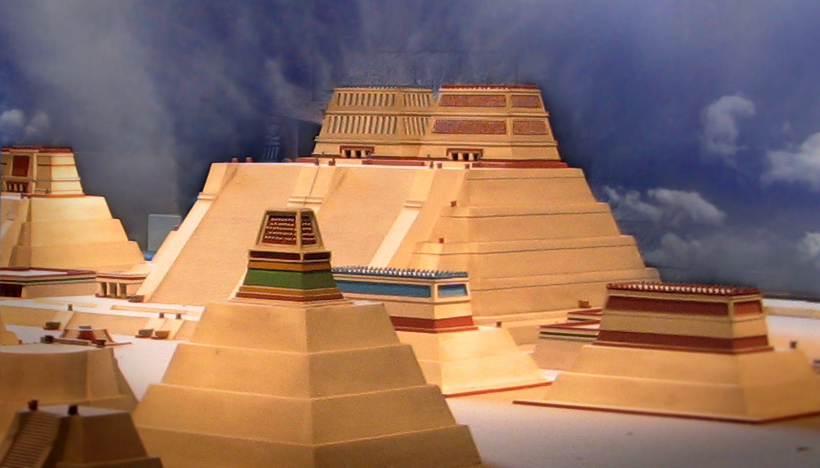
A régészek által elképzelt Tenocstitlan modellje

A feltételezések szerint az aztékok a főtér nyugati részén hamvasztották el királyaik tetemeit. Ezután urnába zárták és sírba helyezték a hamvakat, végül a sírt lekövezték. Az ősi temetőhely bejáratánál Tlaltekutli, a föld egyik istennőjének szobra guggolt. A régészek úgy vélték, egy sír a sok közül Avizotl, az azték birodalom nyolcadik uralkodójának maradványait őrizte.

## Cortés látogatása
Tenocstitlanba érkezve Cortés engedélyt kért az aztékoktól az egyik nagy templom megtekintésére. Moctezuma hosszan tanácskozott papjaival, majd megadta az engedélyt. Cortés felment a Nagy Teocalliba, hogy ott felállítsa a keresztet, amiről spanyol társa, aki felkísérte, csak nagy nehézségek árán tudta lebeszélni.
A spanyolok Vitzilopocstli istenének rettenetet ébresztő képmását az ördögével azonosították. A számukra undorító isten testére gyöngyökkel és drágakövekkel díszített hatalmas kígyó tekeredett. A templom falait véges-végig megalvadt embervér borította. Cortés krónikása, Bernal Díaz del Castillo visszaemlékezései szerint az émelyítő szag elviselhetetlenebb volt, mint Kasztília vágóhídján. Az oltárkövön három emberi szív hevert. A Teocalli közelében egy nagy, rekeszekre osztott épületben állítólag 136 ezer emberi koponyát számoltak össze.
Ez után a látogatás után a spanyolok úgy döntöttek, hogy az ördögimádó aztékokkal nem tárgyalni kell, hanem tűzzel-vassal át kell őket téríteni a keresztény hitre.

## Ahódításután
Hernán Cortés hadjárata Tenocstitlan leigázásával végződött 1521. augusztus 13-án. Az 1519-es első látogatásán Cortés kihasználta az aztékok nagyvonalúságát: aranyat és ezüstöt követelt tőlük. Feltételezések szerint közrejátszhattak ebben az azték krónikák, amelyek 1519-re jósolták tollaskígyó azték istenének, Ketzalkóatlnak az eljövetelét - de közvetlen források nem bizonyítják, hogy az európaiakat istennek gondolták volna. A nép kezdte kiismerni a spanyolok valódi szándékát, és fellázadtak ellenük. II. Moctezuma azték uralkodó a kiabáló tömeg elé kiállva próbálta az alattvalóit lecsillapítani, de mindhiába, és egy feléje dobott kővel halálra sújtották. A feldühödött tömeg még aznap elzavarta a városból fejvesztve menekülő spanyolokat. Cortés és katonái az éjjel, szakadó esőben szöktek meg Tenocstitlánból, de az aztékok tettéért bosszút esküdött.

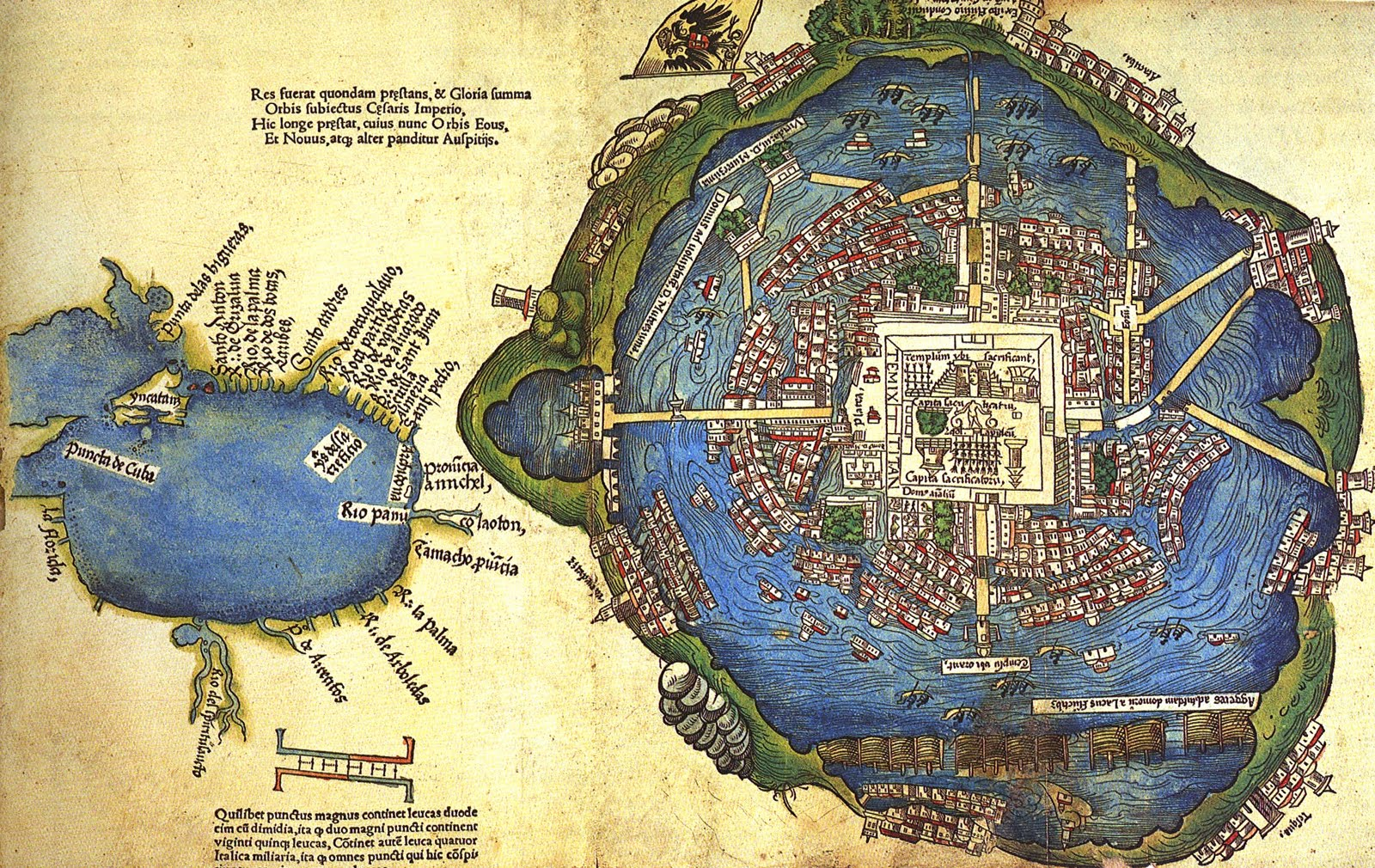
Tenocstitlan Hernán Cortés korabeli spanyol térképén, 1524

Visszavonult az alig 200 főből álló spanyol had és szövetséget kötöttek az aztékok régi ellenségével, a tlaskalaiakkal. Cortés a Mexikó keleti partjánál megfeneklett hajójából az ágyúkat kiszedette, majd egy új hajót építtetett, melynek darabjait Tenocstitlan alá hordatta, és a várost körülvevő Texcoco sóstó partján összeállíttatta. Az új hajóval elkezdte ágyúzni az aztékok fővárosát, mellyel együtt kezdetét vette egy szörnyű mészárlás. Gyakorlatilag a város minden lakóját megölték, és a spanyolok az újonnan elfoglalt várost az 1521-es ostrom után újraalapították. Ez lett az Új-Spanyolország, vagyis a Mexikói alkirályság székvárosa. A város elfoglalása után a spanyolok megszegve ígéretüket, korábbi indián szövetségeseik ellen fordultak, és azokat is leigázták.
Tenocstitlan városából gyakorlatilag alig maradt valami − a hódító spanyolok módszeresen mindent leromboltak, ami az aztékokra emlékeztetett. A város központi terén álló Nagy piramis helyén felépítették a ma is álló, kéttornyú barokk katedrálist. A várost övező Texcoco sóstót a 18. századra gyakorlatilag lecsapolták, majd a későbbiek során feltöltötték. Erre a feltöltött részre a 19. század folyamán lakóépületek és házak épültek.

## Fordítás
- Ez a szócikk részben vagy egészben  a   Tenochtitlan című angol Wikipédia-szócikk fordításán alapul.  Az eredeti cikk szerkesztőit annak laptörténete sorolja fel. Ez a jelzés csupán a megfogalmazás eredetét és a szerzői jogokat jelzi, nem szolgál a cikkben szereplő információk forrásmegjelöléseként.

## Külső hivatkozások
- Cortés, Hernán. Five Letters of Cortés to the Emperor (Cortés öt levele az uralkodóhoz), Morris J.Baynard (ed. and trans.) (1969)
- Díaz del Castillo, Bernal. Historia verdadera de la conquista de la Nueva España (Az új Spanyolország meghódításának igaz története), J. M. Cohen (trans. The Conquest of New Spain), 6th printing (1973), Penguin Classics, Harmondsworth, England: Penguin Books [1632] (1963). ISBN 0-14-044123-9. OCLC 162351797
- Smith, Michael E. (2005. May). „City Size in Late Post-Classic Mesoamerica” (PDF). Journal of Urban History, Beverley Hills, CA 31 (4), pp.403–434. o, Kiadó: SAGE Publications. DOI:10.1177/0096144204274396. (Hozzáférés: 2008. február 1.)
- Soustelle, Jacques. La vida cotidiana de los aztecas en visperas de la conquista (Az aztékok mindennapi élete a behódolás előestéjén). Mexico City: Fondo de Cultura Economica (1984) (spanyolul)
- Stannard, David E.. American Holocaust: Columbus and the conquest of the New World (Amerikai holokauszt: Kolumbusz és az új világ meghódítása) (1992)
- Walker, Charles. Wonders of the Ancient World (Egy letűnt világ csodái) (1980)